# رالف فیرمن
رالف فیرمن (آلمانی: Ralf Fährmann؛ زادهٔ ۲۷ سپتامبر ۱۹۸۸) بازیکن فوتبال اهل آلمان است که در پست دروازه‌بان برای باشگاه فوتبال شالکه ۰۴ بازی می‌کند.
در ۵ ژوئیه ۲۰۱۹، فیرمن تا پایان فصل ۲۰۲۰–۲۰۱۹ به صورت قرضی به باشگاه فوتبال نوریچ سیتی پیوست. در ۱۰ مارس ۲۰۲۰، وی نوریچ را ترک کرد و تا ۳۰ ژوئن ۲۰۲۰ به صورت قرضی عضو باشگاه فوتبال بران در کشور نروژ بود. در ۲۳ آوریل ۲۰۲۰، او به دلیل بیماری همه گیر COVID-19 عازم آلمان شد. در تاریخ ۹ ژوئن، باشگاه فوتبال بران تأیید کرد که فیرمن فسخ قرار داد کرده بنابراین او یک بازی رقابتی نیز برای این باشگاه انجام نداد.